# Selenops juxtlahuaca
Selenops juxtlahuaca är en spindelart som beskrevs av Valdez 2007. Selenops juxtlahuaca ingår i släktet Selenops och familjen Selenopidae. Inga underarter finns listade i Catalogue of Life.